# 3-й воздушный флот
3-й воздушный флот (нем. Luftflotte 3) — одно из основных оперативных соединений люфтваффе в годы Второй мировой войны.

## Боевой путь
Образован 1 февраля 1939 года в Мюнхене.
Подразделения флота принимали участие в оккупации Чехословакии, в Польскую кампанию поддерживали наступление группы армий «Центр». Во время вторжения во Францию флот оказывал содействие группе армий «А». Наряду со 2-м воздушным флотом стал основной ударной силой в битве за Британию. А после переброски основных сил люфтваффе на восток в мае 1941 года, остался сосредоточением всех германских военно-воздушных сил на Западе.
К началу декабря 1943 года флот состоял из 9-го авиакорпуса, оперативной группы ВВС «Атлантика» и действовал в районах северо-западной Германии, Бельгии, Голландии, Дании, северной и западной Франции.
В июне 1944 года, в ходе высадки союзников на французском побережье потерпел сокрушительное поражение и был фактически уничтожен.
26 сентября 1944 года преобразован в командование ВВС «Запад», которое вошло в воздушный флот «Рейх».

## Командующие
- генерал-фельдмаршал Хуго Шперле (1 февраля 1939 — 23 августа 1944)
- генерал-полковник Отто Десслох (23 августа 1944 — 22 сентября 1944)
- генерал-лейтенант Александр Холле (22 сентября 1944 — 26 сентября 1944)

## Начальники штаба
- генерал-майор Максимилиан риттер фон Поль (1 февраля 1939 — 10 июня 1940)
- полковник Гюнтер Кортен (11 июня 1940 — 31 декабря 1940)
- генерал-майор Карл Коллер (1 января 1941 — 23 августа 1943)
- генерал-лейтенант Германн Плохер (1 октября 1943 — 26 сентября 1944)

## Аббревиатуры и сокращения
- FAGr = Fernaufklärungsgruppe = самолёт-разведчик.
  - Gruppe = авиагруппа.
- JG = Jagdgeschwader = истребитель.
  - Geschwader = аналог группы в ВВС Великобритании.
- KG = Kampfgeschwader = бомбардировщик.
- KG zbV = Kampfgeschwader zur besonderen Verwendung = транспортный самолёт, позднее — TG.
- NAGr = Nahaufklärungsgruppe = самолёт связи.
- NASt = Nahaufklärungsstaffel = самолёт связи.
  - Staffel = аналог эскадрильи в ВВС Великобритании.
- NSGr = Nachtschlachtgruppe = ночной штурмовик.
- SAGr = Seeaufklärungsgruppe = патрулирующий бомбардировщик
- SG = Schlachtgeschwader = штурмовик.
- TG = Transportgeschwader= транспортный самолёт.